# Guangxi
Guangxi (Zhuang: Gvangjsih, gammel ortografi: Gvaŋзsiƅ, simplificeret kinesisk: 广西, traditionel kinesisk: 廣西, pinyin: Guǎngxī, Wade-Giles: Kuang-hsi), fulde navn Autonom Region Guangxi Zhuang (Zhuang (sprog): Gvangjsih Bouxcuengh Swcigih, gammel ortografi: Gvaŋзsiƅ Bouчcueŋƅ Sɯcigiƅ, simplificeret kinesisk: 广西壮族自治区, traditionel kinesisk: 廣西壯族自治區, pinyin: Guǎngxī Zhuàngzú Zìzhìqū) er en Zhuang autonom region i Folkerepublikken Kina med hovedstad i  Nanning.
"Guang" betyder "udvidelse" og er blevet associeret med denne region siden det Vestlige Jin-dynasti. "Guangxi" og naboprovinsen Guangdong betyder bogstaveligt talt "Guang Vest" henholdsvis "Guang Øst" og sammen benævnes de to regioner som de "To Quang'er" (两广 Liǎng Guǎng).
Forkortelsen for provinsen er 桂 (Gui), hvilket stammer fra Guilin, en af regionens storbyer.
I det meste af sin historie havde Guangxi ingen kystlinje, men i 1952 blev en lille del af Guangdongs vestligste kyststribe givet til Guangxi, som så fik adgang til havet. Dette område blev ført tilbage i 1955, men så på ny lagt til Guangxi i 1965.

## Befolkning
Guangxi er hjem for mennesker fra 12 af de etniske folkegrupper som er anerkendt af Kina. Regionen er et særlig område for zhuangfolket. Der ud over har regionen folkegrupperne han, yao, miao, dong, mulam, maonan, hui, gin, yi (folk), sui og gelao. Der er også mindre befolkninger fra 25 andre folkegrupper.

## Administrative enheder
Guangxi er inddelt i 14 enheder på præfekturniveau, som alle er bypræfekturer.
| Kort | Kort          | Kort     | Kort              | Kort               | Kort                | Kort |
| ---- | ------------- | -------- | ----------------- | ------------------ | ------------------- | ---- |
|      |               |          |                   |                    |                     |      |
| #    | Navn          | Hanzi    | Pinyin            | Zhuang             | Administrationssæde |      |
| 1    | Baise         | 百色市   | Bǎisè Shì         | Baksaek Si         | Youjiang            |      |
| 2    | Hechi         | 河池市   | Héchí Shì         | Hozciz Si          | Jinchengjiang       |      |
| 3    | Liuzhou       | 柳州市   | Liǔzhōu Shì       | Liujcouh Si        | Chengzhong          |      |
| 4    | Guilin        | 桂林市   | Guìlín Shì        | Gveilinz Si        | Xiangshan           |      |
| 5    | Hezhou        | 贺州市   | Hézhōu Shì        | Hohcouh Si         | Babu                |      |
| 6    | Chongzuo      | 崇左市   | Chóngzuǒ Shì      | Cungzcoj Si        | Jiangzhou           |      |
| 7    | Nanning       | 南宁市   | Nánníng Shì       | Namzningz Si       | Qingxiu             |      |
| 8    | Laibin        | 来宾市   | Láibīn Shì        | Leizbingz Si       | Xingbin             |      |
| 9    | Guigang       | 贵港市   | Guìgǎng Shì       | Gveigangj Si       | Gangbei             |      |
| 10   | Wuzhou        | 梧州市   | Wúzhōu Shì        | Ngouzcouh Si       | Wanxiu              |      |
| 11   | Fangchenggang | 防城港市 | Fángchénggǎng Shì | Fangzcwngzgangj Si | Gangkou             |      |
| 12   | Qinzhou       | 钦州市   | Qīnzhōu Shì       | Ginhcouh Si        | Qinnan              |      |
| 13   | Beihai        | 北海市   | Běihǎi Shì        | Baekhaij Si        | Haicheng            |      |
| 14   | Yulin         | 玉林市   | Yùlín Shì         | Yoglinz Si         | Yuzhou              |      |

Disse 14 enheder på præfekturniveau er inddelt i 109 enheder på amtsniveau (34 distrikter, 7 byamter, 56 amt og 12 autonome amter). Disse er igen inddelt i 1.232 enheder på kommuneniveau (699 bykommuner (towns), 369 kommuner (townships), 58 etniske kommuner (ethnic townships) og 106 subdistrikter).

## Myndigheder
Den regionale leder i Kinas kommunistiske parti er Lu Xinshe. Guvernør er Lan Tianli, pr. 2021.
- Wikimedia Commons har flere filer relateret til Guangxi

23°36′N 108°18′Ø / 23.6°N 108.3°Ø